# Gertruda Bavorská
Gertruda Bavorská (německy Gertrud von Bayern und Sachsen, dánsky Gertrud af Sachsen og Bayern, 1154?– 1. června 1197) byla švábskou vévodkyní a dánskou královnou.

## Život
Narodila se jako dcera Jindřicha Lva a jeho první choti Klementiny, dcery vévody Konráda ze Zähringenu. Roku 1166 byla provdána za švábského vévodu Fridricha IV., syna zesnulého krále Konráda III. Již o rok později se stala vdovou poté, co Fridrich při císařově tažení do Itálie podlehl epidemii malárie. Manželství bylo bezdětné.
V roce 1171 byla zasnoubená s osmiletým dánským princem Knutem, následně odjela k dánskému dvoru a mezi lety 1171 a 1177 se za mladíka v Lundu provdala. Knut byl sice mladší než jeho žena, ale podle Arnolda z Lübecku byl vážnější a vyzrálejší, než odpovídalo jeho skutečnému věku. První léta manželství žili ve Skåne a to v cudnosti a celibátu. Arnold z Lübecku o Knutovi poznamenal, že:
| „ | ... ze všech nejcudnější, prožil tedy své dny se svou cudnou manželkou ve věčné cudnosti... | “ |

Roku 1182 se Knut stal dánským králem a díky sňatku také spojencem Gertrudina otce Jindřicha Lva, který měl v severní části říše silnou mocenskou pozici. Plánovaný sňatek Knutovy sestry se synem císaře Barbarossy skončil neúspěchem poté, co Knut odmítl vyplatit druhou půlku přislíbeného věna a složit císaři lenní hold a vydobyl tak dánskému království samostatnost na říši. Gertruda zesnula v červnu 1197.